# 美齿椴
美齿椴（学名：Tilia callidonta）是锦葵科椴树属的植物，为中国的特有植物。分布在中国大陆的云南等地，生长于海拔2,500米至2,800米的地区，多生于溪边，目前尚未由人工引种栽培。